# 2015 Kachuevskaya
2015 Kachuevskaya (1972 RA3) là một tiểu hành tinh vành đai chính được phát hiện ngày 4 tháng 9 năm 1972 bởi L. Zhuravleva ở Nauchnyj.